# Pět klasiků
Pět klasiků (čínsky v českém přepisu Wu-ťing, pchin-jinem Wǔjīng, znaky 五經) je označení pro soubor pěti základních konfuciánských textů uspořádaných Konfuciem.
Knihy náležející mezi pět klasiků jsou:
- Kniha proměn (čínsky v českém přepisu I-ťing, pchin-jinem Yìjīng, znaky 易經) – komentovaný výklad systému věšteb i filozofie a kosmologie ze které vychází.
- Kniha dokumentů (Kniha historie, čínsky v českém přepisu Šu-ťing, pchin-jinem Shūjīng, znaky 書經) – sbírka dokumentů a řečí hlásících se do období dynastie Čou.
- Kniha písní (čínsky v českém přepisu Š'-ťing, pchin-jinem Shījīng, znaky 詩經) – sbírka 305 písní zahrnující 160 lidových písní, 105 ód zpívaných při dvorských ceremoniích a 40 hymnů určených k uctění bohů a královských předků.
- Kniha obřadů (čínsky v českém přepisu Li-ťi, pchin-jinem Lǐjì, znaky 禮記) – popisují rituály, ceremonie a obřady provozované u čouského dvora.
- Letopisy jar a podzimů (čínsky v českém přepisu Čchun-čchiou, pchin-jinem Chūnqiū, znaky 春秋) – kronika státu Lu zaznamenávající události 722–481 př. n. l.

Se čtyřmi knihami bylo pět klasiků základem konfuciánského kánonu. V mingské a čchingské Číně byla jejich dokonalá znalost podmínkou úspěchu u úřednických zkoušek.